# Stapelgekke Speed Cups
Stapelgekke Speed Cups (of kortweg Speed Cups) is een gezelschapsspel voor 2 tot 4 spelers, uitgegeven door 999 Games. De bedoeling van het spel is om zo snel mogelijk bekertjes in verschillende kleuren in bepaalde volgorden naast elkaar neer te zetten of op elkaar te stapelen.

## Spelverloop
Iedere speler krijgt 5 bekertjes in de kleuren zwart, rood, geel, groen en blauw en er worden een bel en een stapel van 24 kaarten op tafel gelegd.
Tijdens het spel wordt er telkens een kaart omgedraaid. Op de kaartjes staan verschillende afbeeldingen van dingen in de kleuren van de vijf bekertjes. Het is dan de bedoeling zo snel mogelijk de bekertjes neer te zetten zoals op de afbeelding is aangegeven en daarna op de bel te drukken. Als de afbeelding horizontaal is, moeten de bekertjes naast elkaar in de juiste volgorde worden neergezet, als de afbeelding verticaal is, moeten de bekertjes in de juiste volgorde op elkaar gestapeld worden.
De eerste speler die op de bel heeft gedrukt en ook de bekertjes juist heeft neergezet, krijgt het kaartje. De speler die nadat alle kaarten zijn gespeeld de meeste kaartjes heeft, heeft gewonnen.

## Uitbreidingen en andere versies
- Speed Cups 2: bevat 2 extra sets bekertjes en 19 kaarten, waarbij de bekertjes ook op andere manieren gestapeld kunnen worden (zoals bijvoorbeeld drie bekers op elkaar gestapeld met daarnaast twee losse bekers); kan zowel gespeeld worden als apart spel als gebruikt worden als uitbreiding op het originele spel.
- 6 verschillende Fan-editions, met kaarten gemaakt door fans van het spel